# Ashes Tour 1962/63
Die Ashes Tour 1962/63 war die Tour der englischen Cricket-Nationalmannschaft, die die 41. Austragung der Ashes beinhaltete, und wurde zwischen dem 30. November 1962 und 20. Februar 1963 durchgeführt. Die Ashes Series 1962/63 selbst wurde in Form von fünf Testspielen zwischen Australien und England ausgetragen. Austragungsorte waren jeweils australische Stadien. Die Tour beinhaltete neben der Testserie eine Reihe weiterer Spiele zwischen den beiden Mannschaften im Winter 1962/63. Die Testserie endete 1–1 unentschieden und Australien behielt somit die Ashes als Sieger der vorherigen Ashes Tour.

## Vorgeschichte
Für beide Mannschaften war es die erste Tour der Saison.
Das letzte Aufeinandertreffen der beiden Mannschaften bei einer Tour fand in der Saison 1961 in England statt.

## Stadien
Die folgenden Stadien wurden für die Tour als Austragungsort vorgesehen.
| Stadion                  | Stadt     | Kapazität | Spiele       |
| ------------------------ | --------- | --------- | ------------ |
| Adelaide Oval            | Adelaide  | 53.583    | 4. Test      |
| The Gabba                | Brisbane  | 42.000    | 1. Test      |
| Melbourne Cricket Ground | Melbourne | 100.024   | 2. Test      |
| Sydney Cricket Ground    | Sydney    | 48.000    | 3. & 5. Test |

## Kaderlisten
Die Mannschaften benannten die folgenden Kader.
| Test | Test |
| Australien | England |
| --- | --- |
| - Richie Benaud (K) - Brian Booth - Peter Burge - Alan Davidson - Wally Grout (wk) - Colin Guest - Neil Harvey - Neil Hawke - Barry Jarman (wk) - Bill Lawry - Ken Mackay - Graham McKenzie - Norm O’Neill - Berry Shepherd - Bob Simpson | - Ted Dexter (K) - David Allen - Ken Barrington - Len Coldwell - Colin Cowdrey - Tom Graveney - Ray Illingworth - Barry Knight - John Murray (wk) - Peter Parfitt - Geoff Pullar - David Sheppard - Alan Smith (wk) - Brian Statham - Fred Titmus - Fred Trueman |

## Tour Matches
England spielte als MCC insgesamt 11 Tour Matches während der Tour.

## Tests

### Erster Test in Brisbane
| 30. November – 5. Dezember Scorecard | Brisbane | Australien 404 (106.5) & 362-4d (87) | – | England 389 (135.3) & 278-6 (83) |
|                                      |          | Remis                                |   |                                  |

Australien gewann den Münzwurf und entschied sich als Schlagmannschaft zu beginnen.

### Zweiter Test in Melbourne
| 29. Dezember – 3. Januar Scorecard | Melbourne | Australien 316 (92) & 248 (96) | – | England 331 (88.1) & 237-3 (64.2) |
|                                    |           | England gewinnt mit 7 Wickets  |   |                                   |

Australien gewann den Münzwurf und entschied sich als Schlagmannschaft zu beginnen.

### Dritter Test in Sydney
| 11. – 15. Januar Scorecard | Sydney | England 279 (86.5) & 104 (56.6) | – | Australien 319 (101.2) & 67-2 (12.2) |
|                            |        | Australia gewinnt mit 8 Wickets |   |                                      |

England gewann den Münzwurf und entschied sich als Schlagmannschaft zu beginnen.

### Vierter Test in Adelaide
| 25. – 30. Januar Scorecard | Adelaide | Australien 393 (103.1) & 293 (90.3) | – | England 331 (90.2) & 223-4 (57) |
|                            |          | Remis                               |   |                                 |

Australien gewann den Münzwurf und entschied sich als Schlagmannschaft zu beginnen.

### Fünfter Test in Sydney
| 15. – 20. Februar Scorecard | Sydney | England 321 (134.6) & 268-8d (82) | – | Australien 349 (131.2) & 152-4 (72) |
|                             |        | Remis                             |   |                                     |

England gewann den Münzwurf und entschied sich als Schlagmannschaft zu beginnen.